# Gubernia Novorossia
Gubernia Novorossia (în rusă Новороссійская губернія, scriere modernă Новороссийская губерния, în ucraineană Новоросійська губернія) a fost o gubernie istorică a Imperiului Rus, care a existat între 1764–1783, și încă o dată între 1796–1802. Ea a fost creată pe 2 aprilie [S.V. 22 martie] 1764 ca district militar pentru protecția graniței de sud a imperiului în pregătire pentru campania militară majoră din cadrul Războiului Ruso-Turc (1768–1774). Gubernia întrunea teritoriile Noua Serbie și Noua Sloboda, care în prezent fac parte din regiunea Kirovograd. Capitala guberniei a fost orașul Kremenciuk.

## Istoric

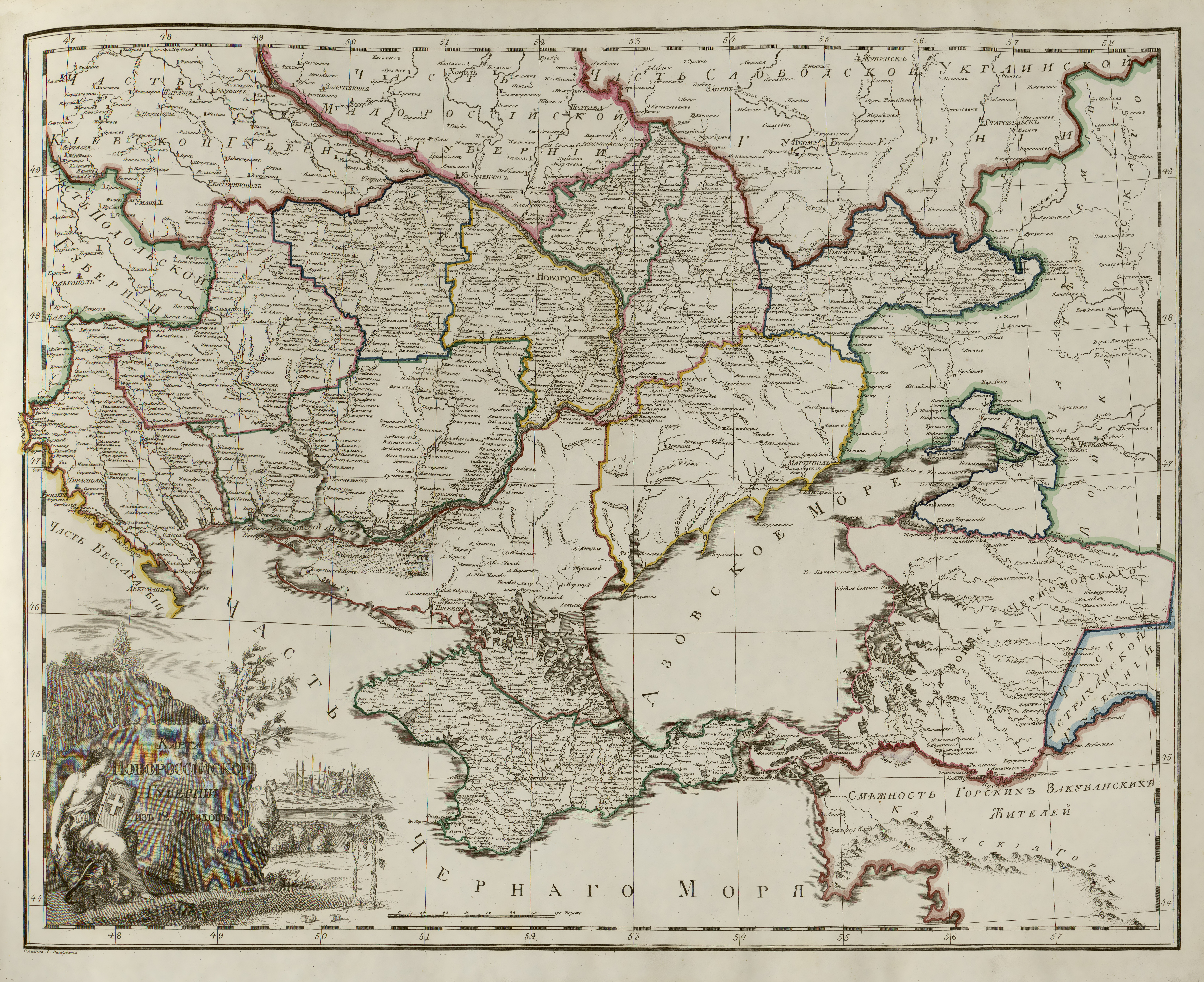
Harta guberniei

### 1764–1783
În prima perioadă de existență (1764–1783) gubernia a fost împărțită în trei teritorii (polki) atașate fiecărui regiment din regiune: Regimentul de Cazaci din Noua Sloboda, Regimentul Husarii Negri și Regimentul Husarii Galbeni. În 1777 la Novorossia a fost alipită și provincia Herson. În anul 1783 gubernia a fost desființată teritoriile sale fiind incluse în Viceregatul Ekaterinoslav.

### 1796-1802
În decembrie 1796, Pavel I a reînființat Gubernia Novorossia, în mare parte cu teritorii din fostul Viceregat Ekaterinoslav. În 1802, gubernia Novorossia a fost desființată prin formarea Guberniei Nikolaev (reformată din 1803 în Gubernia Herson), Gubernia Ekaterinoslav și Gubernia Taurida.

## Subdiviziuni
- Provincia Bahmut (1764-1775) transferată apoi în Gubernia Azov
- Provincia Kremenciug
- Provincia Ekaterina
- Provincia Elizaveta

## Guvernatori
- 1789–94 Vasili Kahovski
- 1795–96 Iosif Horvat
- 1797–1800 Ivan Selețki
- 1800–01 Ivan Nikolaev
- 1801–02 Mihail Miklașevski